# سفارة كينيا لدى السعودية
سفارة كينيا لدى السعودية هي الممثلية الدبلوماسية العليا لدولة كينيا لدى المملكة العربية السعودية. تقع السفارة في حي السفارات في الرياض.